# 趙世曾 (清朝)
趙世曾（?—?），直隸省天津府天津縣人，清朝政治人物、進士出身。
光緒三年（1877年），参加丁丑科殿試，登進士二甲第80名。同年五月，改翰林院庶吉士。